# Tryphosella compressa
Tryphosella compressa is een vlokreeftensoort uit de familie van de Lysianassidae. De wetenschappelijke naam van de soort werd in 1895 voor het eerst geldig gepubliceerd door Georg Ossian Sars.